# Strungari, Alba
Strungari (în germană Strugar Strägendorf, în maghiară Sztrugár) este un sat în comuna Pianu din județul Alba, Transilvania, România.
In satul Strungari se afla Mănăstirea Sfântul Ioan Botezătorul iar la 5km se găsește Mânăstirea Afteia.

## Date economice
- Centru de prelucrare artistică a lemnului (obiecte din lemn încrustate).
- Creșterea ovinelor.

## Imagini

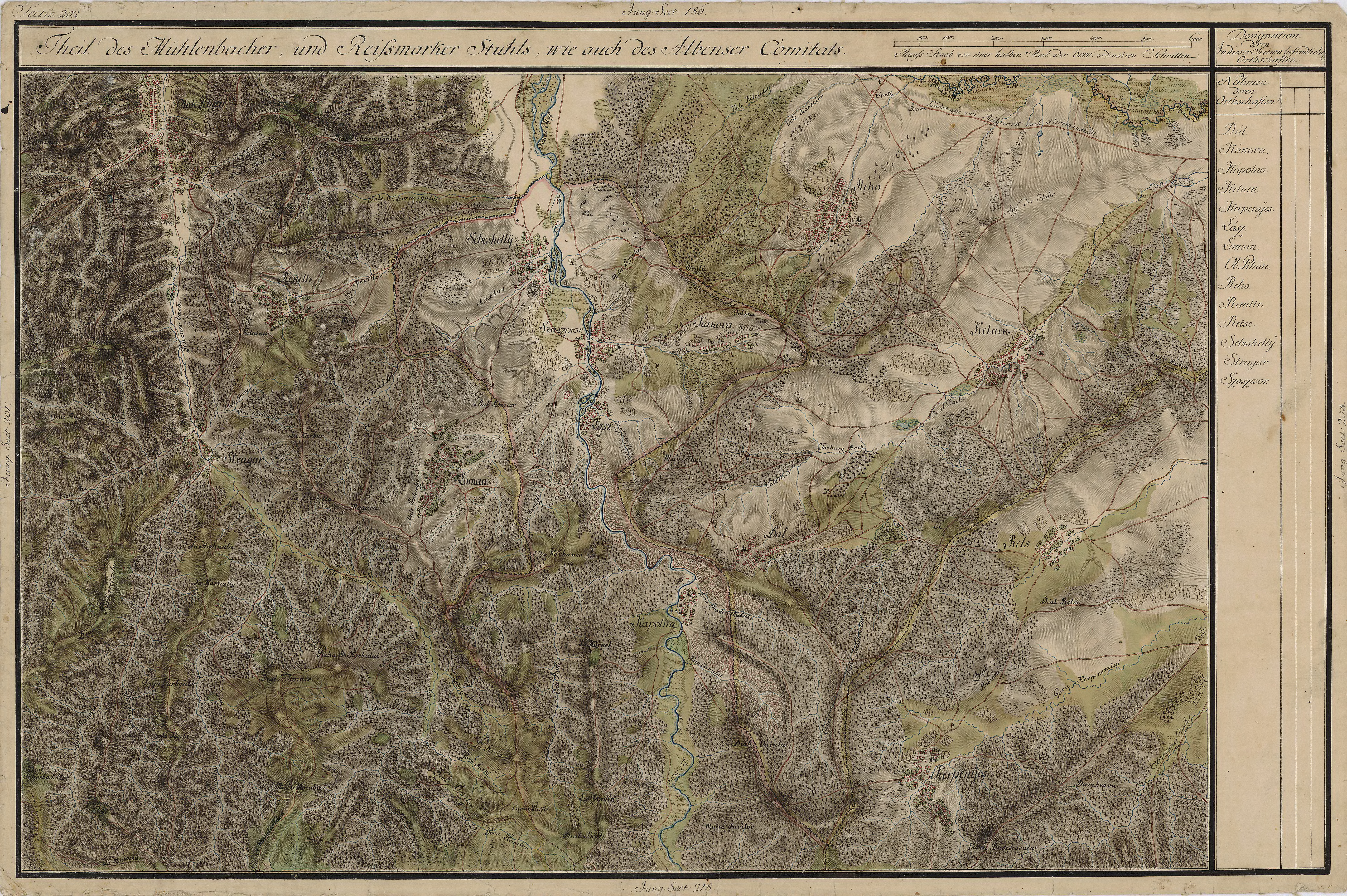
Strungari în Harta Iosefină a Transilvaniei, 1769-1773